# LOCKSS
LOCKSS (Lots Of Copies Keep Stuff Safe) ist ein US-amerikanisches Open-Source-System zur Langzeitarchivierung digitaler Objekte, das 1998 von David Rosenthal an der Stanford University in Kalifornien entwickelt wurde.
Ähnliche Systeme zur Langzeitarchivierung sind das auf LOCKSS aufsetzende CLOCKSS (controlled LOCKSS) sowie Portico.

## Hintergrund
LOCKSS war eine Reaktion auf das Problem, das der Paradigmenwechsel von der gedruckten hin zur elektronischen Publikation mit sich brachte. Die physische Natur gedruckter Zeitschriften ermöglichte es, dass Bibliotheken und anderen Abonnenten von den Verlagen eine Kopie des bezahlten Schriftstückes überlassen wurde. Es war ein physisches Objekt in den Räumen der Bibliothek vorhanden, das auch nach Beendigung des Abonnements nach wie vor in den Bibliotheksräumen zugänglich war. Mit der Etablierung elektronischer Distributionswege verschob sich die tatsächliche Auslieferung von Dokumenten hin zum Leasing von Zugängen. Heute bezahlt eine Bibliothek den Zugang zu den Dokumenten eines Verlages und stellt diesen Zugang den Nutzern zur Verfügung. Wenn der Zugang zur Zeitschrift gekündigt wird, ist kein Zugriff auf die Ressource mehr möglich. Genau an dieser Stelle setzt LOCKSS an.

## Funktionsweise
Das LOCKSS-Prinzip basiert auf der Speicherung von Objekten als Bitstrom auf verschiedenen Festplatten (sog. LOCKSS-Boxen). Diese Festplatten sollten weltweit verteilt sein, um das Sicherheitsrisiko zu minimieren. Die LOCKSS-Box wird in die Netzwerkinfrastruktur einer Bibliothek integriert und derart konfiguriert, dass sie Kopien der abonnierten Inhalte vorhält – sie agiert also als Cache. Üblicherweise wird auch die Möglichkeit genutzt, die LOCKSS-Box als transparenten Proxy einzusetzen. Auf diese Art und Weise ist es möglich, bei Nichtverfügbarkeit der angeforderten Ressource die archivierte Version auszuliefern, ohne dass dies direkt für den Nutzer erkennbar ist. In einem LOCKSS-Netzwerk ist es üblicherweise eine Frage auf Ebene der beteiligten Institutionen, wie viele Kopien von Inhalten im Netzwerk vorgehalten werden. Jede Institution entscheidet für sich, welche Inhalte sie für relevant hält und welche somit in ihren Archivknoten eingebracht werden sollen. Die Anzahl der Kopien im gesamten Netzwerk ist folglich abhängig von Entscheidungen, die dezentral getroffen werden. Für ein sicheres Speichern sind jedoch immer mindestens sieben Kopien notwendig, da die regelmäßige Überprüfung der Objekte auf Integrität mit Hilfe von Prüfsummen erfolgt und nur im Fall von mindestens sieben beteiligten Boxen ein eindeutiges Ergebnis erwartet werden kann.

### Inhalte ausliefern
Es gibt drei Möglichkeiten, wie LOCKSS Inhalte bereitstellt: als Proxy, als Webserver und durch Integration mittels OpenURL-Resolver.
- Über Web-Proxies ermöglichen Institutionen Benutzern außerhalb des Campus den Zugriff auf eingeschränkte Inhalte. Bei der Konfiguration für den Proxy-Zugriff stellt das LOCKSS-System sicher, dass Inhaltsanforderungen nahtlos erfüllt werden, wenn der Inhalt nicht mehr aus der ursprünglichen Quelle verfügbar ist.
- Im Webserver-Modell werden lokale Inhalte über Webadressen aus dem LOCKSS-System bereitgestellt. LOCKSS überprüft, ob die Originalquelle Inhalte zur Erfüllung einer bestimmten Anforderung bereitstellt. Wenn der Inhalt aus der Originalquelle nicht mehr verfügbar ist, liefert LOCKSS eine eigene Kopie.
- Institutionen können Inhalte über ihre Discovery-Systeme auffindbar und zugänglich machen, indem sie das LOCKSS-System als Ziel in ihrem OpenURL-Resolver hinzufügen.

## LOCKSS-Allianz
Die LOCKSS-Allianz (LOCKSS Alliance) besteht aus über 100 Mitgliedern. Mitglieder der Allianz zahlen einen Mitgliedsbeitrag (abhängig von der Größe der Einrichtung) und haben Mitspracherecht in Bezug auf die Ausrichtung und Entwicklung von LOCKSS. LOCKSS finanziert sich heute zu 100 % durch die Beiträge der Mitglieder der LOCKSS-Allianz.

## Globales LOCKSS-Netzwerk
Im Globalen LOCKSS-Netzwerk werden Objekte gespeichert, die von allgemeinem Interesse sind. Es handelt sich schwerpunktmäßig um Zeitschriften. Diese Objekte werden meist häufiger als siebenmal gespeichert, da sie eine breite Community ansprechen und darum viele Einrichtungen diese Objekte in ihrer LOCKSS-Box archivieren. Das Globale LOCKSS-Netzwerk wird vom LOCKSS-Team an der Stanford University gepflegt und durch Mittel aus der LOCKSS-Allianz finanziert.

## Privates LOCKSS-Netzwerk (PLN)
Im Gegensatz zum globalen LOCKSS-Netzwerk ist ein privates LOCKSS-Netzwerk eher für Inhalte bestimmt, die nur für einen vorher festgelegten Personenkreis von Interesse sind. In einem PLN schließen sich Institutionen zusammen, die davon ausgehen, dass sie ähnliche Objekte archivieren möchten. Im deutschsprachigen Raum vertreten sind die PLN von LuKII und der SAFE Archiving Federation.

### Beispiele für PLNs
- The Alabama Digital Preservation Network (ADPN)
- Arizona State Library, Archives and Public Records’ Persistent Digital Archives and Library System (PeDALS)
- Council of Prairie and Pacific University Libraries (COPPUL)
- Data Preservation Alliance for the Social Sciences (Data-PASS)
- Digital Commons - Berkeley Electronic Press
- MetaArchive Cooperative Project
- LuKII - LOCKSS und KOPAL Infrastruktur und Interoperabilität
- DFG-Projekt NatHosting - PLN in Kombination mit Portico: Portico wird hierbei primär für das Angebot größerer Verlage, ein Private LOCKSS-Network für den „long tail“ kleinerer besonders ausfallgefährdeter Verlage verwendet.[3]

## Software
Die Software für das Globale LOCKSS-Netzwerk kann direkt und kostenfrei von der LOCKSS-Homepage bzw. SourceForge (siehe Weblinks) heruntergeladen werden. Die Software wird als Quelltext, als architekturunabhängiges RPM-Paket (erfordert Java 1.6) und zusammen mit einer integrierten Linux-Installation als Live-CD angeboten, die auf CentOS 5.6 basiert. Auf der Homepage findet sich auch eine Schritt-für-Schritt-Installationsanleitung zur Verwendung mit der Live-CD.